# San Lorenzo Nuovo

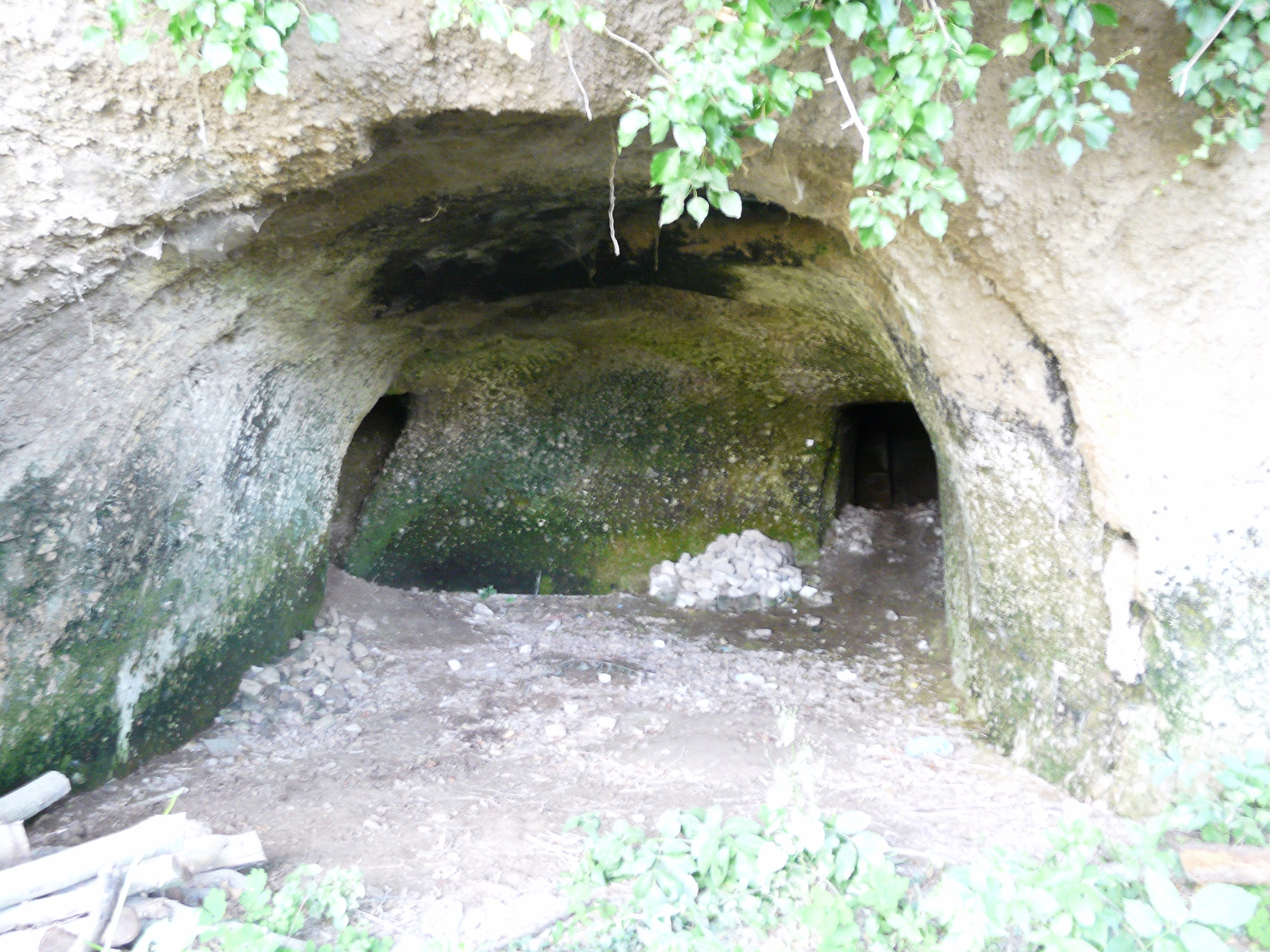
Una grotta del paese vecchio di San Lorenzo alle Grotte

San Lorenzo Nuovo è un comune italiano di 2 014 abitanti della provincia di Viterbo nel Lazio.

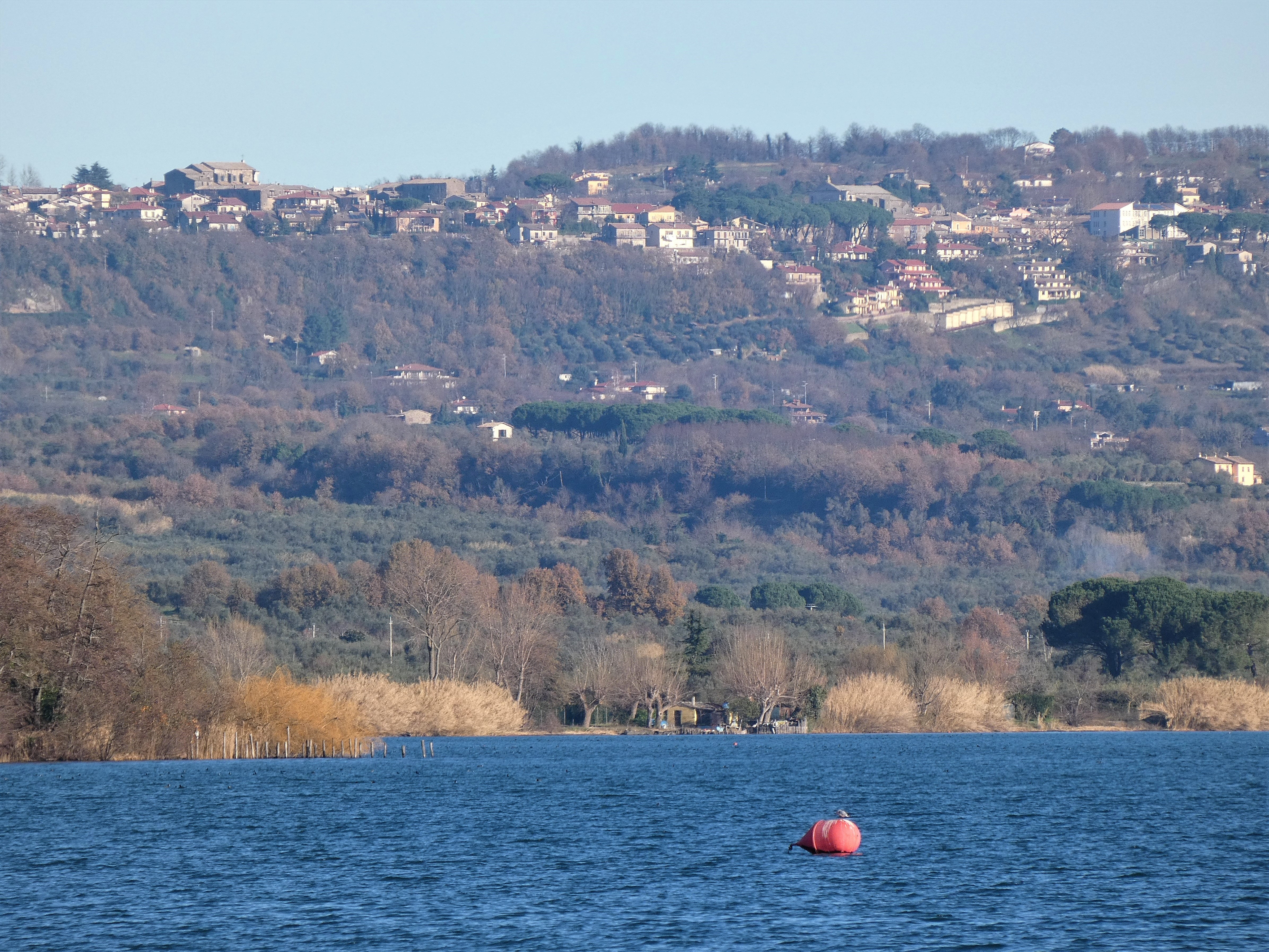
San Lorenzo Nuovo e il lago di Bolsena

## Geografia

### Territorio
Il paese sorge su una collina a 503 metri d'altitudine sulla catena settentrionale dei monti Volsini a nord del lago di Bolsena ai confini con Umbria e Toscana. Il territorio comunale varia da un picco massimo di 585 metri del Monte Landro a uno minimo di 305 metri (lungolago). Il comune fa parte del comprensorio del lago di Bolsena e dell'alta Tuscia viterbese.
È un centro agricolo situato a soli 5 km dal lago di Bolsena e non lontano dal Monte Amiata. Fa parte del territorio comunale una porzione di spiaggia del Lago di Bolsena (San Lorenzo al Lago o località Oppietti).
Il paese ha vari punti panoramici sul lago ed è attraversato dalla via Cassia.

### Clima
Collocato sulla catena settentrionale dei monti Volsini, San Lorenzo Nuovo gode di una buona ventilazione soprattutto dai quadranti meridionali e non mancano vaste aree boschive le quali circondano il paese mantenendo ancora quasi intatta la natura, dove non è raro incontrare istrici, ricci, volpi, tassi e talpe, ma anche cinghiali, scoiattoli, lepri e faine.
Le estati sono spesso calde, ma non eccessivamente grazie alle costanti brezze di lago e di mare ma soprattutto per via della quota altimetrica che mantiene fresche molte nottate estive; in questo periodo non mancano durante le ore più calde della giornata dei temporali a volte anche piuttosto intensi vista la posizione geografica interna che il paese assume.
Gli inverni data la sua posizione collinare sono invece freddi specie se in presenza di venti settentrionali con la neve che fa la sua comparsa in molte occasioni specie tra la fine di gennaio e l'inizio di marzo con accumuli talvolta anche consistenti. Grazie alle colline che lo circondano (di 600-700 metri s.l.m.) esiste un debole effetto Stau che provoca maggiori piogge o nevicate rispetto a zone pianeggianti a ridosso del lago di Bolsena o valli distanti pochi chilometri dal centro abitato. In più occasioni è anche possibile notare durante le nevicate il paese imbiancato mentre luoghi più bassi innevati meno o per nulla, in particolare quelli più vicini al lago. Ciò è anche osservabile negli altri paesi collinari del comprensorio Vulsinio, con i paesi posti direttamente sul lago come Marta, Capodimonte e Bolsena il più delle volte non imbiancati. Molto frequente nel paese il fenomeno della nebbia, specie negli ultimi anni.
I maggiori apporti pluviometrici si hanno nelle due stagioni di mezzo, ovvero in autunno e in primavera con l'arrivo delle grandi perturbazioni atlantiche da ovest.
Nel comune sono presenti una stazione meteorologica professionale e una webcam, con le quali è possibile tenere sotto osservazione l'andamento meteorologico della cittadina.
Classificazione climatica: zona E, 2313 GR/G
Classificzione sismica: zona 2B

## Origini del nome
Il paese fu fondato nel 1774 spostando gli abitanti del vecchio centro abitato di San Lorenzo alle Grotte che si trovava più in basso nei pressi del lago di Bolsena, in posizione poco salubre per via della malaria (che aveva decimato diversi abitanti) e delle continue frane del terreno. Per questo motivo è stata aggiunta la parola "Nuovo" alla fine del nome attuale del paese.

## Storia

### Il borgo antico
In passato, il vecchio villaggio di San Lorenzo alle Grotte si trovava a 2 km dal lago di Bolsena, e fu abitato dagli Etruschi a partire almeno dal 770 a.C. Sotto la dominazione Romana, San Lorenzo fu eletto municipium e prefettura.
Nel 771-772 d.C. si rifugiarono a San Lorenzo gli abitanti di Tiro (Grotte di Castro), un villaggio di origini Etrusche delle vicinanze, in fuga dai Longobardi di re Desiderio.
Nell’XI secolo la Contessa Matilde di Canossa cedette San Lorenzo alle Grotte alla Chiesa.Tra il 1265 e il 1359 il territorio a nord del Lago di Bolsena, e di conseguenza anche San Lorenzo, venne conteso dalla Chiesa e dalla Repubblica di Orvieto, contesa da cui uscì vincente il papato.

### Il nuovo abitato
Nel Settecento a causa dell'innalzamento del livello del lago, la zona in cui sorgeva il vecchio borgo divenne soggetta alla malaria, così, nella seconda metà del 1700, su iniziativa di Pio VI, il pontefice Clemente XIV decise di trasferire il villaggio in una zona più sana. La costruzione del nuovo paese venne progettata dall'architetto Francesco Navone, il quale progettò una sorta di città ideale secondo i canoni urbanistici del suo tempo.Così, sotto il papato di Pio VI nel 1774 fu fondata la città di San Lorenzo Nuovo.
Durante il Risorgimento, nel 1867, sul Monte Landro, nel territorio del comune di San Lorenzo Nuovo, si scontrarono i garibaldini e le truppe pontifice.
Nella seconda metà dell'800 il paese vecchio divenne una sorta di rifugio per i briganti della zona.
Tra maggio e giugno del 1944, nel corso della seconda guerra mondiale, San Lorenzo Nuovo ha subìto bombardamenti aerei da parte delle forze alleate, con numerose vittime e danni considerevoli.

### Simboli
La blasonatura ufficiale dello stemma di San Lorenzo Nuovo è la seguente:
Il gonfalone è un:
Lo stemma è stato riconosciuto ufficialmente con decreto del Capo del Governo del 12 settembre 1941 e prevedeva, come da legislazione vigente al tempo, il Capo del Littorio.

## Monumenti e luoghi d'interesse
Il paese a differenza dei centri vicini tipicamente medievali conserva un centro storico d'impronta neoclassica che risale al Settecento. La cittadina si caratterizza per le sue case uniforme e basse, dominate dalla chiesa di San Lorenzo che si affaccia su una grande piazza ottagonale (piazza Europa).

### Infrastrutture pubbliche
- Piazza Europa: è il cuore di San Lorenzo Nuovo, dove si trova la cattedrale di San Lorenzo Martire.

### Architetture religiose
- Chiesa di San Lorenzo Martire: la Chiesa Parrocchiale è dedicata a San Lorenzo Martire; in questa chiesa è custodito un Crocifisso ligneo del XII secolo e si possono vedere dei dipinti. Sul portone centrale si trova lo stemma di papa Pio VI.
- Chiesa di Santa Maria Assunta: La chiesa è stata costruita nel 1700 accanto a un Convento di Padri Cappuccini e, stranamente, è molto più grande delle altre chiese costruite da ordini monastici.
- Chiesa rurale di Torano: è stata costruita sui resti di un antico tempio etrusco e intitolata alla Madonna di Torano, raffigurata in un affresco della seconda metà del ‘400.
- Chiesa di San Giovanni in Val di Lago: La chiesa fu eretta tra il 1563 e 1590. L’edificio, di cui rimangono solo dei ruderi, è di forma ottagonale.
- Cimitero dei Caduti: una piccola cappella con davanti un cortile costruita per commemorare i Sanlorenzani caduti nelle due guerre mondiali.[10]

### Centri d'interesse e di incontro
- Giardini pubblici: parco pubblico all'interno del paese; adatto ai bambini.
- Belvedere: zona pedonale di San Lorenzo che si affaccia sul Lago di Bolsena.

### Luoghi naturalistici e storici
- Bosco di Soana: piccolo bosco ai confini del paese, luogo di passaggio per i pellegrini della Via Francigena o di chi voglia vedere i resti di un tempio etrusco sul Monte Landro.
- Tomba della Colonna: antica tomba di origine etrusca vicino alla chiesa della Madonna di Torano.
- Paese Vecchio: resti dell'antico borgo di San Lorenzo a 2 km dal Lago di Bolsena, immerso tra la natura e i campi.[11]

### Località turistica/balneare
- San Lorenzo al Lago o località Oppietti è una porzione di spiaggia del lago di Bolsena sotto la giurisdizione di San Lorenzo Nuovo.[5]

## Cultura

### Scuole
- Scuola Materna Statale.
- Scuola Elementare Statale.
- Scuola Media Statale.

### Biblioteca
- Biblioteca Comunale di San Lorenzo Nuovo.

### Eventi

#### Giugno
Il 24 giugno ogni anno avviene la Fiera di San Giovanni in commemorazione dell'apparizione di Giovanni Battista in 1563 a un contadino incaricato di costruire una chiesa in quel luogo (Chiesa di San Giovanni in Val di Lago).

#### Agosto
- L'11 agosto, nel Centro Storico in concomitanza con la festa patronale, si festeggia la fiera di San Lorenzo.

### Tradizioni
- Ogni 8 Settembre a San Loreno nuovo si celebra la Madonna di torano, una festa in cui 3 ragazze del paese elette a sorte l'anno precedente (le signore di Torano) portano l'immagine sacra della Madonna di Torano in processione dalla Chiesa di San Lorenzo Martire presso la omonima chiesa di campagna, qui, una volta celebrata la messa i giovani partecipano ai giochi della gioventù, giochi tradizionali come la corsa col sacco o il tiro alla fune in un contesto puramente contadino.

#### Settembre
- Il 14 settembre si celebra la Festa del SS. Crocifisso, il crocifisso ligneo presente nella chiesa di San Lorenzo Martire, risalente al XII secolo.

## Società

### Evoluzione demografica
Abitanti censiti

## Economia
L'economia del paese è basata sul commercio grazie alla posizione strategica di incrocio tra due strade, ma soprattutto sull'agricoltura. I prodotti di queste terre sono,ovviamente, olive e uva ma il prodotto tipico è sicuramente la patata (il terreno vulcanico di queste zone, infatti, garantisce un'ottima qualità di questo prodotto). Il paese ha un minimo sviluppo nell'artigianato, nell'industria e nell'estrazione. Il turismo è presente nel paese ma soprattutto nell'area costiera di San Lorenzo al Lago.

## Infrastrutture e trasporti
San Lorenzo Nuovo sorge al punto di incontro fra la Via Cassia che unisce Roma alla Toscana e la Strada Maremmana che unisce Orbetello e Pitigliano a Orvieto.

## Amministrazione
Nel 1927, a seguito del riordino delle circoscrizioni provinciali stabilito dal regio decreto n. 1 del 2 gennaio 1927, per volontà del governo fascista, quando venne istituita la provincia di Viterbo, San Lorenzo Nuovo passò dalla provincia di Roma a quella di Viterbo.

### Sindaci
| Periodo | Periodo   | Primo cittadino     | Partito                      | Carica  | Note   |
| ------- | --------- | ------------------- | ---------------------------- | ------- | ------ |
| 1985    | 1990      | Pier Luigi Petrella | Democrazia Cristiana         | Sindaco | [ 14 ] |
| 1990    | 1994      | Mauro Ambrosini     | Democrazia Cristiana         | Sindaco | [ 14 ] |
| 1994    | 1995      | Luigi Civitelli     | Democrazia Cristiana         | Sindaco | [ 14 ] |
| 1995    | 1999      | Carlo Andreucci     | AN                           | Sindaco | [ 14 ] |
| 1999    | 2004      | Gabriella Grassini  | centro-destra                | Sindaco | [ 14 ] |
| 2004    | 2009      | Gabriella Grassini  | centro-destra                | Sindaco | [ 14 ] |
| 2009    | 2014      | Anna Maria Zannoni  | centro-destra                | Sindaco | [ 14 ] |
| 2014    | 2019      | Massimo Bambini     | lista civica di centrodestra | Sindaco | [ 14 ] |
| 2019    | 2024      | Massimo Bambini     | lista civica di centrodestra | Sindaco | [ 14 ] |
| 2024    | in carica | Simona Fabi         | lista civica di centrodestra | Sindaco | [ 14 ] |